# Taylor Swift: The Eras Tour
«Taylor Swift: The Eras Tour» — американский концертный фильм, документирующий Eras Tour, концертный тур певицы Тейлор Свифт в 2023—2024 годах. Фильм режиссёра Сэма Вренча, продюсера Свифт и дистрибьюторских киносетей AMC Theatres и Cinemark Theatres вышел в прокат 11 октября 2023 года в Лос-Анджелесе, а по всему миру — 13 октября.
После того как переговоры с крупными киностудиями провалились (Big Five studios), Свифт заключила беспрецедентное дистрибьюторское соглашение с сетями кинотеатров AMC и Cinemark. Съёмки проходили в августе 2023 года на трёх концертах на стадионе Соу-Фай Стэдиум в Инглвуде (Калифорния), и профсоюз артистов и сценаристов SAG-AFTRA разрешил продолжить производство в условиях забастовки 2023 года в их противостоянии с Альянсом продюсеров. В конце того же месяца Свифт объявила о фильме The Eras Tour, что застало студии и кинопрокатчиков врасплох и заставило перенести даты выхода нескольких фильмов (таких как «Изгоняющий дьявола: Верующий» (The Exorcist: Believer), «Обыкновенные ангелы» и «Что случится потом»), которые были запланированы на 13 октября или ближе к нему.
Нестандартная стратегия выпуска фильма вызвала большой резонанс в прессе: многие журналисты и представители индустрии высоко оценили решение Свифт обойти студии и напрямую сотрудничать с кинотеатрами. Фильм пользовался значительным спросом, собрав в первый день предварительных продаж в США рекордные 37 млн долл. По состоянию на 27 ноября 2023 года его кассовые сборы составили более 250 млн долларов. Тем самым The Eras Tour попал в Книгу рекордов Гиннесса как самый кассовый концертный фильм в мировом прокате.

## Содержание
«Taylor Swift: The Eras Tour» — это «кинематографическая визуализация» Eras Tour, шестого концертного тура американской певицы Тейлор Свифт. Концептуально представляя дискографию Свифт в 10 различных актах, он демонстрирует исполнение всех песен стандартного сет-листа тура, за исключением «Wildest Dreams» (2015), «The Archer» (2019), «Invisible String», «Cardigan» и «'Tis the Damn Season» (2020), а также включает «Our Song» (2006) и «You’re on Your Own, Kid» (2022) в качестве песен-сюрпризов.

### Сет-лист
| Акт I — Lover 1. «Miss Americana & the Heartbreak Prince» 2. «Cruel Summer» 3. «The Man» 4. «You Need to Calm Down» 5. «Lover» Акт II — Fearless 1. «Fearless» 2. «You Belong with Me» 3. «Love Story» Акт III — Evermore 1. «Willow» 2. «Marjorie» 3. «Champagne Problems» 4. «Tolerate It» | Акт IV — Reputation 1. «...Ready for It?» 2. «Delicate» 3. «Don’t Blame Me» 4. «Look What You Made Me Do» Акт V — Speak Now 1. «Enchanted» Акт VI — Red 1. «22» 2. «We Are Never Ever Getting Back Together» 3. «I Knew You Were Trouble» 4. «All Too Well (10 Minute Version)» Акт VII — Folklore 1. «The 1» 2. «Betty» 3. «The Last Great American Dynasty» 4. «August» 5. «Illicit Affairs» 6. «My Tears Ricochet» | Акт VIII — 1989 1. «Style» 2. «Blank Space» 3. «Shake It Off» 4. «Bad Blood» Акт IX — Акустический сет 1. «Our Song» (песня-сюрприз на гитаре) 2. «You're on Your Own, Kid» (песня-сюрприз на фортепиано) Акт X — Midnights 1. «Lavender Haze» 2. «Anti-Hero» 3. «Midnight Rain» 4. «Vigilante Shit» 5. «Bejeweled» 6. «Mastermind» 7. «Karma» |

## Производство

### История
The Eras Tour — шестой по счёту хедлайнерский концертный тур американской певицы Тейлор Свифт. Он начался в Глендейле (штат Аризона) 17 марта 2023 года. Шоу длится более трёх часов, сет-лист состоит из 44 песен, разделённых на 10 отдельных номеров (эр), концептуально представляющих десять студийных альбомов Свифт. Тур имел широкий коммерческий успех и получил единодушное одобрение критиков. Он стал культурным и экономическим феноменом, подкреплённым беспрецедентным спросом на билеты и ажиотажем фанатов по всему миру.
Режиссёром фильма The Eras Tour выступил Сэм Вренч, ранее снявший Billie Eilish: Live at the O2 и Lizzo: Live in Concert, и записан на концертах тура в Лос-Анджелесе в августе 2023 года на стадионе Соу-Фай Стэдиум в Инглвуде, штат Калифорния. Фильм был снят собственной производственной компанией Свифт, Taylor Swift Productions, без привлечения крупной киностудии, и, по некоторым данным, стоил от 10 до 20 млн долларов. Фильм удалось снять, выпустить и рекламировать в условиях продолжающейся забастовки SAG-AFTRA (конфликт голливудских актёров SAG-AFTRA с Альянсом продюсеров), поскольку SAG-AFTRA одобрила «The Eras Tour» в качестве не-АМТП-продукции, которая «[соответствует] тем же стандартам, которых профсоюзы добиваются в своих переговорах со студиями». Newsweek пояснил, что Свифт удалось сократить расходы, отказавшись от услуг крупных студий. Это решение «способно переписать правила кинопроката, и эксперты уже задаются вопросом, кто может стать следующим, кто пойдёт по стопам Свифт».

## Релиз

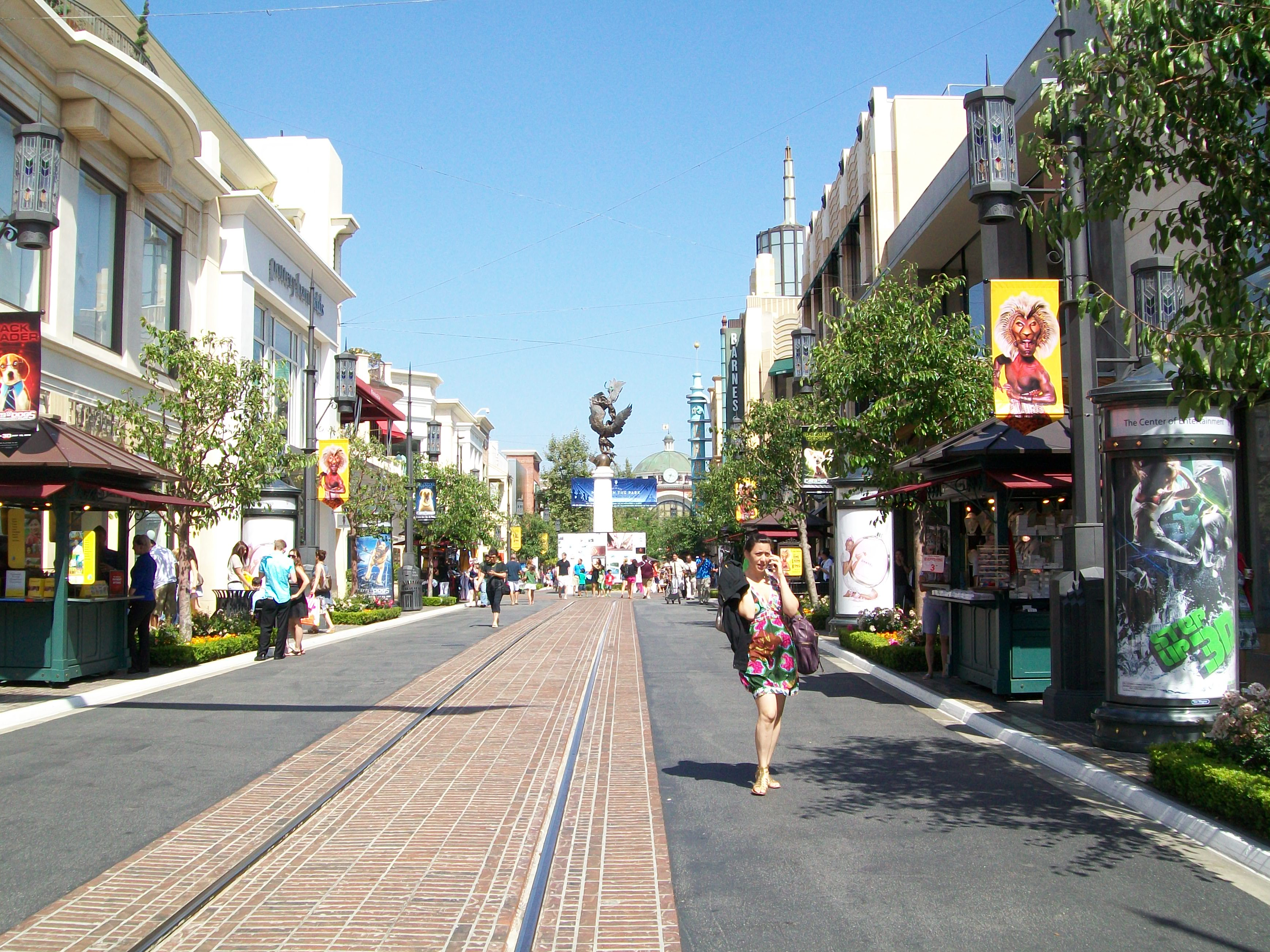
В лос-анджелесском кинотеатре The Grove at Farmers Market 11 октября 2023 года состоялась мировая премьера фильма Taylor Swift: The Eras Tour

Премьера фильма The Eras Tour прошла 11 октября 2023 года в кинотеатре The Grove at Farmers Market в Лос-Анджелесе, Калифорния. На премьере The Eras Tour в Grove присутствовали знаменитости (Бейонсе, Марен Моррис, Хейли Кийоко, Адам Сэндлер и другие), журналисты, семья Свифт, её персонал и более 2200 приглашённых фанатов Свифтис. На время премьеры торговый центр и прилегающий к нему район Западный Голливуд были перекрыты, и в них было усилено присутствие полиции. Перед началом показа Свифт выступила с приветственным словом в каждом из кинотеатров AMC, расположенных в торговом центре.
Мировой кинотеатральный релиз The Eras Tour состоялся в более чем 100 странах и территориях 13 октября 2023 года, а в некоторых странах и территориях премьера прошла позже — 3 ноября 2023 года.
Фильм The Eras Tour демонстрировался в кинотеатрах Северной Америки четыре уикенда подряд, начиная с 13 октября 2023 года, что, возможно, является отсылкой к счастливому числу Свифт — 13. Цена билетов на стандартные экраны в США была установлена на уровне 19,89 долларов для взрослых, что является отсылкой к перезаписанной версии её альбома 1989 (который, в свою очередь, является отсылкой к году её рождения), выход которого запланирован на 27 октября, и 13,13 долларов для детей и пенсионеров. Ожидалось, что фильм выйдет более чем на 4000 экранах в Северной Америке, а также более чем в 8500 кинотеатрах в рамках мирового проката.
31 августа 2023 года Свифт анонсировала выход документального фильма тура «Eras Tour» в кинотеатрах США, Канады и Мексики, объявив об этом в эфире программы Good Morning America и через свои социальные сети в кинотеатрах. Одновременно с анонсом состоялась премьера трейлера фильма, в котором прозвучал её сингл «Cruel Summer». AMC Theatres выступил в качестве основного дистрибьютора и прокатчика фильма в США, планируя демонстрировать его минимум четыре раза в день с четверга по воскресенье каждую неделю кинотеатрального проката. Билеты, которые также можно было приобрести онлайн на сайте Fandango, поступили в продажу 31 августа, с возможностью просмотра в IMAX и Dolby Cinema. Каждая покупка включала бесплатный постер, а в некоторых кинотеатрах также рекламировались специальные контейнеры с попкорном и напитками, посвящёнными туру. В ожидании высокого спроса и в связи со скандалом с Ticketmaster в 2022 году AMC модернизировала свои системы в пять раз и временно приостановила онлайн-продажу билетов на большинство других фильмов; тем не менее, вскоре после начала продаж произошёл сбой мобильного приложения. Дополнительные показы будут проводиться в Regal Cinemas, Cinemark Theatres, Cineplex  Entertainment, Cinépolis и других местах в трёх странах, что стало первым случаем распространения фильма AMC в неаффилированных кинотеатрах. AMC наняла компанию Variance Films для помощи в бронировании билетов в кинотеатрах, не входящих в AMC и Cinemark.
По данным IndieWire, условия финансирования, проката и анонса фильма диктовались Свифт и её командой, а не AMC. Фиксированная модель ценообразования и отказ от программ лояльности кинотеатров были признаны крайне нетрадиционными и нарушающими отраслевые нормы. До утра, когда Свифт и AMC опубликовали пресс-релизы, ни один из кинопрокатчиков и дистрибьюторов, кроме AMC и Cinemark, не знал об анонсе, что разочаровало руководителей компании; ожидается, что в качестве жеста доброй воли кинопрокатчики будут информировать друг друга о графике выпуска своих фильмов. Журналист издания Puck Мэтью Беллони сообщил, что «разочаровывающие» переговоры с крупными киностудиями привели к тому, что Свифт и её родители вместо этого договорились о дистрибьюторской сделке непосредственно с генеральным директором AMC Адамом Ароном и впоследствии с кинотеатрами Cinemark Theatres. В рамках сделки Свифт и AMC получали 57 % кассовой прибыли фильма, а остальные 43 % доставались другим кинотеатрам. Кроме того, кинотеатры смогут оставлять себе всю прибыль от концессий и показывать фильм в течение 26 недель, хотя Свифт сможет распространять его на потоковых платформах после 13 недель. Collider считает, что, успешно договорившись о собственной сделке и доказав её прибыльность, Свифт «дала понять студиям, что мультиплексы могут находить программы и без их помощи, что потенциально может изменить динамику кинопроката». Billboard и Puck также отметили, что «необычная сделка» может повлиять на AMC и других кинопрокатчиков, чтобы они расширили свои операции по прокату и включили в них другие крупные концертные фильмы.
Ещё один исторический шаг — это, вероятно, первый фильм, в котором зрителям предлагается пользоваться мобильными телефонами во время просмотра. Свифт посоветовала своим поклонникам относиться к фильму как к концерту, фотографировать, снимать видео и танцевать во время просмотра. Владельцы кинотеатров подыграли ей и стимулируют продажу эксклюзивной атрибутики, чтобы привлечь Свифт в свои кинозалы.
27 ноября Свифт объявила, что расширенная версия фильма, включающая исполнение трёх дополнительных песен — «Wildest Dreams», «The Archer» и «Long Live» — будет выпущена на сервисах видео по запросу 13 декабря 2023 года.

## Реакция киноиндустрии
«Тейлор Свифт может прийти и стать хитом, не используя традиционные маркетинговые ходы […] Нужно быть огромной звездой, чтобы одним твитом разрушить всю индустрию».
Вскоре после анонса фильма в социальных сетях появился хэштег «Exorswift», означающий, что фильм The Eras Tour выйдет в прокат в один день с фильмом «Изгоняющий дьявола: Верующий» (The Exorcist: Believer), фильмом ужасов о сверхъестественном, и феномена Барбенгеймер, возникшего в результате совпадения дат выхода фильмов «Барби» и «Оппенгеймер» в июле 2023 года. В ответ на это Universal Pictures и Blumhouse Productions перенесли релиз фильма «Изгоняющий дьявола: Верующий» на неделю вперёд, чтобы избежать конкуренции со Свифт, причём, по мнению IndieWire, это решение, вероятно, не было дешёвым, учитывая маркетинговые кампании «Экзорциста». Романтическая комедия «Что происходит потом» также была перенесена на 3 ноября, а драма «Обычные ангелы» также перенесена с 13 октября на новую дату выхода, которая ещё не определена.
Журналист Vanity Fair Саванна Уолш высказала мнение, что фильм появился «как раз тогда, когда он больше всего нужен кинозрителям» и может повысить доходы кинотеатров после того, как бизнес сильно пострадал от продолжающихся забастовок Гильдии сценаристов Америки и SAG-AFTRA. Схожие настроения выразили Deadline Hollywood и USA Today, которые считают, что фильм «спасёт» кассу в конце 2023 года. Майкл О’Лири, президент Национальной ассоциации владельцев кинотеатров, считает, что успех The Eras Tour свидетельствует о потенциале концертных фильмов в кинотеатрах. Восхваляя её решение сделать неожиданный анонс фильма и выпустить его в прокат в условиях забастовок, вызвавших ярость студий, газета Daily Telegraph назвала Свифт «величайшим тактиком в шоу-бизнесе» и заявила, что «Барбенгеймер показал, что люди пойдут в кино, если почувствуют, что участвуют в общественном событии. Голливуд отказался воспользоваться этим. Вместо него это сделала Свифт». «Variety» высказал мнение, что фильм спас осенний киносезон.
Rolling Stone назвал фильм The Eras Tour одним из «42 фильмов, которые необходимо посмотреть осенью 2023 года (42 Must-See Movies of Fall 2023)».
1 октября 2023 года американская певица Бейонсе анонсировала «Renaissance: A Film by Beyoncé», концертный фильм о её Renaissance World Tour, в преддверии релиза The Eras Tour. Бейонсе выбрала нетрадиционную схему сделки, заключённую AMC и Тейлор Свифт в августе. Как и фильм Свифт, «Renaissance» был самостоятельно снят и распространён компанией AMC без участия крупных киностудий. А 11 октября Бейонсе лично присутствовала на премьере «Taylor Swift: The Eras Tour» в Лос-Анджелесе.
Сара Уиттен из CNBC назвала фильм «одним из самых важных в году, поскольку он воссоздает основные впечатления от посещения живых концертов». Variety также отметил, что "концертный фильм переписал правила проката в 2023 году, изменив опыт концертных фильмов.

## Коммерческий успех

### Предварительные продажи
Фильм The Eras Tour был встречен беспрецедентным спросом на билеты. Покупатели стояли в очередях, чтобы попасть на сайт AMC, а издание Variety отметило, что четырёхнедельный прокат фильма в кинотеатрах и его широкий североамериканский релиз были «далеки от тех однодневных или двухдневных специальных мероприятий, к которым привыкли поклонники музыки в кинотеатрах». В течение нескольких часов после поступления билетов в продажу предварительные продажи фильма превысили 10 млн долларов, что аналитики кассовых сборов сравнили с показателями фильмов Marvel. Глобальный поиск в Интернете по запросу «AMC» увеличился более чем на 1000 %, а акции компании AMC за короткое время выросли на 9,2 %.
1 сентября 2023 года компания AMC сообщила, что за три часа на её платформе билеты на фильм «The Eras Tour» собрали 26 млн долл., что стало рекордом продаж билетов за один день за всю 103-летнюю историю компании и превзошло предыдущий рекорд в 16,9 млн долл. фильма «Человек-паук: Нет пути домой». Чтобы удовлетворить беспрецедентный спрос, компания AMC объявила о добавлении новых сеансов. Аналогичным образом компания Fandango сообщила, что фильм «The Eras Tour» установил рекорд по продажам билетов в первый день в 2023 года, показатели которого сопоставимы с показателями фильмов «Человек-паук: Нет пути домой», «Мстители: Финал» (2019) и «Звёздные войны: Пробуждение силы» (2015). Deadline Hollywood подтвердил, что фильм «The Eras Tour» заработал более 37 млн долларов в первый день предпродаж во всех кинотеатрах США, включая Regal и Cinemark, превысив показатель «Пробуждения силы» в $20 млн и став вторым по величине предпродажным результатом после «Мстителей: Финал» (50 млн долл.). По прогнозам, общие сборы фильма «The Eras Tour» за выходные составят 70 млн долл., что является рекордом среди фильмов-концертов; по оценкам некоторых аналитиков, сборы за выходные могут составить до 100 млн долл.
По состоянию на 15 сентября предпродажные сборы составили 65 млн долларов, превысив показатели фильмов «Доктор Стрэндж: В мультивселенной безумия» (60 млн долларов) и «Бэтмен» (42 млн долларов). Однако 6 октября компания AMC сообщила о 100 миллионах долларов, уже заработанных в ходе глобальных предварительных продаж за неделю до выхода фильма в прокат, что позволило превзойти фильм «Джастин Бибер: Никогда не говори никогда» (2011, 98 млн) как второй самый прибыльный концертный фильм в истории.

### Прокат
На 8 февраля 2024 года «Taylor Swift: The Eras Tour» собрал 180,7 млн долларов в США и Канаде и 80,9 млн долларов на других территориях, а общий мировой оборот составил 261,6 млн долларов. Тем самым он попал в Книгу рекордов Гиннесса как самый кассовый концертный фильм в мировом прокате.
Фильм занял первое место в прокате Великобритании и Ирландии, собрав более 1 млн фунтов стерлингов по данным Vue.
В США The Eras Tour заработал 2,8 млн долларов на вечерних показах в четверг в 2700 кинотеатрах, которые были добавлены только накануне. В первый день проката (включая предварительные просмотры) фильм собрал 39 млн долларов (в 3855 кинотеатрах Северной Америки), став вторым лучшим днём проката для октябрьского релиза, уступив «Джокеру» (39,3 млн долл., 2019) лишь 300 тыс. долл. и опережая такие картины, как «Веном 2» (37,4 млн долларов) и «Хэллоуин» (33 млн долларов), а также став лучшим в истории для фильма-концерта. Этот день также стал седьмым по величине днём премьеры 2023 года, расположившись между «Оппенгеймером» (43 млн долл.) и «Русалочкой» (38 млн долл).
Дебют фильма составил 92,8 млн долларов и стал вторым по величине октябрьским дебютом за все время после «Джокера» (96,2 млн долларов). Он также стал лучшим в истории фильмом-концертом, обогнав по сборам Джастин Бибер: Никогда не говори никогда (73 млн долларов) и став самым кассовым фильмом жанра в США; 26 % сборов пришлось на показы в IMAX, а 60 % — на предварительные продажи.
Во второй уик-энд «The Eras Tour» обогнал фильм «Убийцы цветочной луны» Мартина Скорсезе с Леонардо Ди Каприо и Роберт Де Ниро и остался на первом месте по кассовым сборам, заработав еще 33 млн долларов. В результате он стал первым концертным фильмом, проведшим две недели подряд на первом месте кинопроката. В третий и четвертый уикенд фильм заработал 15,4 млн долларов и 13,5 млн долларов, соответственно, заняв второе место после фильма «Пять ночей с Фредди» оба раза.
В Бразилии фильм собрал в день премьеры 1,01 млн долларов США. В Китае фильм собрал в первый день премьеры 5,7 млн долларов и вышел на 15000 экранах.

## Отзывы критиков
| Рейтинги            | Рейтинги |
| Издание             | Оценка |
| ------------------- | --- |
| Rotten Tomatoes     | 8,5 из 10 звёзд · 8,5 из 10 звёзд · 8,5 из 10 звёзд · 8,5 из 10 звёзд · 8,5 из 10 звёзд · 8,5 из 10 звёзд · 8,5 из 10 звёзд · 8,5 из 10 звёзд · 8,5 из 10 звёзд · 8,5 из 10 звёзд |
| Metacritic          | 8,3 из 10 звёзд · 8,3 из 10 звёзд · 8,3 из 10 звёзд · 8,3 из 10 звёзд · 8,3 из 10 звёзд · 8,3 из 10 звёзд · 8,3 из 10 звёзд · 8,3 из 10 звёзд · 8,3 из 10 звёзд · 8,3 из 10 звёзд |
| The Daily Telegraph | 5 из 5 звёзд · 5 из 5 звёзд · 5 из 5 звёзд · 5 из 5 звёзд · 5 из 5 звёзд |
| The Sunday Times    | 5 из 5 звёзд · 5 из 5 звёзд · 5 из 5 звёзд · 5 из 5 звёзд · 5 из 5 звёзд |
| NME                 | 4 из 5 звёзд · 4 из 5 звёзд · 4 из 5 звёзд · 4 из 5 звёзд · 4 из 5 звёзд |
| The Guardian        | 4 из 5 звёзд · 4 из 5 звёзд · 4 из 5 звёзд · 4 из 5 звёзд · 4 из 5 звёзд |

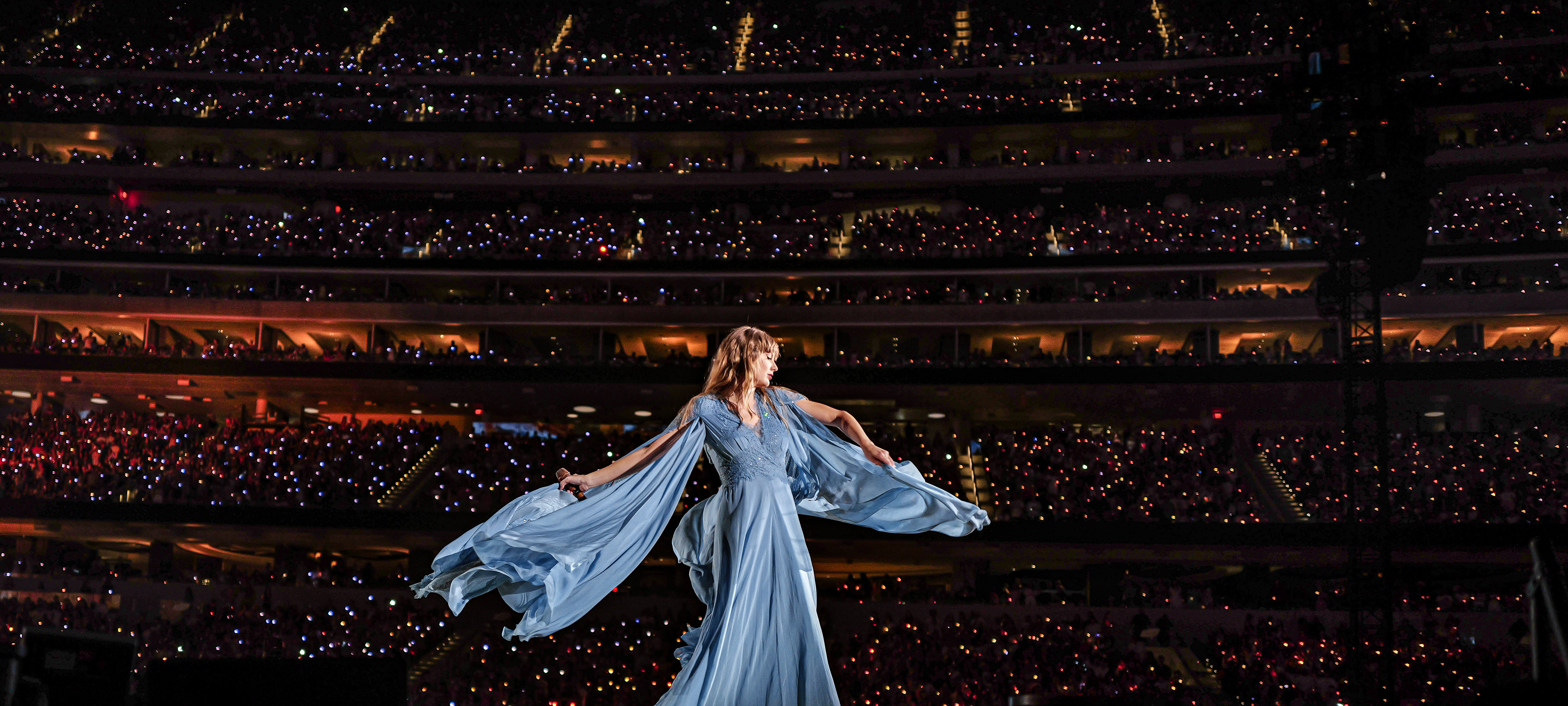
Ряд критиков высоко оценили зрелищность фильма, которую они объяснили визуальной постановкой концерта и киносъемкой стадиона и Свифт вблизи, благодаря чему достигается высокое качество погружения

После выхода «The Eras Tour» получил высокую оценку критиков и был признан «фильмом сезона, который обязательно нужно посмотреть», обеспечивая убедительное отображение живого выступления на экране.
На сайте-агрегаторе рецензий Rotten Tomatoes фильм имеет рейтинг одобрения 99 % на основе 85 рецензии со средней оценкой 8,4/10. На сайте Metacritic фильм получил взвешенный средний балл 83 из 100 на основе 29 критиков, что свидетельствует о «всеобщем одобрении».
Лина Дас из The Daily Telegraph и Кейран Саузерн из The Sunday Times дали фильму полный пятизвёздочный рейтинг и отметили его «захватывающую» энергию и зрелищность. Кристен Лопес из TheWrap назвала фильм «взрывным праздником радости и цвета» и «зрелищем звука». Кэти Кампионе из Deadline Hollywood также отметила визуальную составляющую фильма, его энергию и динамику, а Тим Гриерсон из Screen International посчитал, что фильм является одновременно зажигательным и интимным зрелищем музыкального мастерства Свифт.
«Просто как техническое зрелище «Taylor Swift: The Eras Tour» — это ослепительное достижение, позволяющее передать ощущение, возникающее при просмотре аншлаговых концертов поп-богини во всей их масштабности и интимности. Камеры режиссёра Сэма Вренча одновременно находятся повсюду, когда Свифт поёт, танцует и улыбается на протяжении почти трёхчасового концерта, охватывающего всю её дискографию».
Мелисса Руджери написала в USA Today, что фильм «предлагает место в первом ряду для грандиозного шоу», похвалив операторскую работу за то, что она запечатлела детальное производство тура и харизму Свифт. В развитие этой же мысли Филипп Козорез из Uproxx и Крис Уиллман из Variety отметили, что в фильме много внимания уделяется деталям исполнения и производства, которые «легко заслоняются подавляющей природой живой музыки» с точки зрения зрителя концерта. Кевин Эг Перри из NME в своей четырёхзвёздочной рецензии назвал фильм «тремя часами ловких, с любовью снятых кадров современной поп-звезды, работающей на самом пике своих возможностей».
Говоря о структуре фильма, Саванна Уолш из Vanity Fair подчеркнула, что фильм короче живого концерта, из сет-листа вырезано пять песен и «урезаны» переходные моменты.
Кайл Бьюкенен из The New York Times подчеркнул, что в сет-листе было всего «несколько» сокращений, а время перехода между эпохами и смены костюмов теперь «промелькнуло на экране». Бьюкенен отметил, что «этот фильм — примерно то же самое, что покупка билета на концерт», поскольку в нём нет никаких закулисных аспектов. Саузерн также подчеркнул, что фильм «более компактный, чем концерт», и высказал мнение, что некоторые элементы «превосходят живые впечатления», например, выведение «зрителей на сцену вместе со Свифт» с помощью операторской работы.
Мария Шерман из Ассошиэйтед Пресс и Адриана Хортон из The Guardian согласились с тем, что фильм подчёркивает детали, которые можно «упустить» на стадионе; Шерман сказала, что фильм является почти копией концерта с ограниченным количеством монтажей и «сценическим балаганом», в то время как Хортон считает, что операторская работа иногда «головокружительна», становясь то устойчивой, то динамичной в соответствии с песней. Синди Уайт из The A.V. Club понравилось, как концерт «сжат» в фильме, чтобы обеспечить плавное «перетекание» между песнями, и она оценила «мастерски смикшированный» звук — шум толпы уменьшен, чтобы сосредоточиться на «энергичном» вокале Свифт. Энн Хорнадей из The Washington Post высказала мнение, что фильм, «как и запечатлённое в нём шоу, настолько тщательно просчитан и отточен, что может показаться безвоздушным», но сочла критику «излишней», поскольку цинизм здесь «ни к чему».
Уэсли Моррис из The New York Times назвал The Eras Tour монументальным и откровенным фильмом. Он высоко оценил сценическое присутствие Свифт и её «впечатляющий рост», но при этом раскритиковал режиссуру Вренча за то, что кадры «разбросаны повсюду», но признал, что совместить масштаб сцены и высокотехнологичное изображение на экране в целостном фильме — сложная задача.

### Награды и номинации
| Организация                            | Год  | Категория                                                                  | Результат | Ссылка  |
| -------------------------------------- | ---- | -------------------------------------------------------------------------- | --------- | ------- |
| Critics' Choice Documentary Awards     | 2023 | Best Music Documentary                                                     | Номинация | [ 101 ] |
| Guinness World Records                 | 2023 | Highest-grossing performance or concert film in history                    | Победа    | [ 8 ]   |
| Golden Tomato Awards                   | 2023 | Best Reviewed Musical Movie of 2023                                        | Победа    | [ 102 ] |
| Золотой глобус                         | 2024 | Cinematic and Box Office Achievement                                       | Номинация | [ 103 ] |
| The Astra Awards                       | 2024 | Best Documentary Feature                                                   | Номинация | [ 104 ] |
| Kansas City Film Critics Circle Awards | 2024 | Best Documentary                                                           | Победа    | [ 105 ] |
| People's Choice Awards                 | 2024 | Movie of the year                                                          | Номинация | [ 106 ] |
| Cinema Audio Society Awards            | 2024 | Outstanding Achievement in Sound Mixing for a Motion Picture — Documentary | Номинация | [ 107 ] |
| Golden Reel Awards                     | 2024 | Outstanding Achievement in Sound Editing — Feature Documentary             | Номинация | [ 108 ] |
| Eddie Awards                           | 2024 | Best Edited Variety/Sketch Show or Special                                 | Победа    | [ 109 ] |
| iHeartRadio Music Awards               | 2024 | Favorite On Screen                                                         | Номинация | [ 110 ] |
| AACTA Audience Choice Awards           | 2024 | Favourite Film                                                             | Номинация | [ 111 ] |
| iHeartRadio Music Awards               | 2025 | Favorite On Screen                                                         | Ожидается | [ 112 ] |

### Комментарии
1. ↑  Стилизовано как Taylor Swift | The Eras Tour
2. ↑  Крупные киностудии, известные как majors или Big Five studios, это Universal Pictures, Paramount Pictures, Warner Bros., Walt Disney Studios и Sony Pictures
3. ↑  По данным таких обозревателей и критиков как Das[73], Southern[74], Grierson[75], Lopez[76], Hunter-Tilney[77], Sheffield[57] и Qureshi[78] среди других.